# Carmaux, défournage du coke
Carmaux, défournage du coke je francouzský němý film z roku 1896, produkovaný bratry Lumièry. Film se natáčel v Saut du Tarn v Carmauxu ve Francii poblíž řeky Tarn.

## Děj
Film zachycuje pracovníka, jak hadicí kropí vycházející cihlu koksu. Další dva pracovníci pomocí hrábí cihlu rozloží. V pozadí je též vidět další muže, kteří po trati tlačí vozíky plné uhlí.